# Discocerina polita
Discocerina polita är en tvåvingeart som först beskrevs av Edwards 1933.  Discocerina polita ingår i släktet Discocerina och familjen vattenflugor. Inga underarter finns listade i Catalogue of Life.